# ستيفن ميليغان
ستيفن ميليغان (بالإنجليزية: Stephen Milligan)‏ هو صحفي وسياسي بريطاني، ولد في 12 مايو 1948 في المملكة المتحدة، وتوفي في 7 فبراير 1994 في تشيسوك في المملكة المتحدة بسبب الولع بالاختناق. حزبياً، نشط في حزب المحافظين. في الانتخابات العامة في المملكة المتحدة 1992 ‏، انتخب عضو البرلمان الحادي والخمسون للمملكة المتحدة عن دائرة إيستلي خلال فترته النيابية ‏ (9 أبريل 1992 – 7 فبراير 1994).